# دون باترسون (لاعب كرة قدم أمريكية)
دون باترسون (بالإنجليزية: Don Patterson)‏ هو لاعب كرة قدم أمريكية أمريكي، ولد في 31 أكتوبر 1957 في غراي في الولايات المتحدة.

## وصلات خارجية
- دون باترسون على موقع مرجع كرة القدم المحترفة.كوم (الإنجليزية)